# Meester van de Kruisafneming van Figdor
Meester van de Kruisafneming van Figdor, of preciezer Meester van de Kruisafneming in de collectie Figdor, is de noodnaam voor een anonieme Noord-Nederlandse schilder uit de 15e eeuw. Hij werd beïnvloed door Geertgen tot Sint Jans en was op zijn beurt waarschijnlijk de leermeester van Jacob Cornelisz. van Oostsanen.
De naam verwijst naar een niet meer bestaand werk uit de collectie van de Oostenrijkse bankier en kunstverzamelaar Albert Figdor. Dit werk, dat zich bevond in de Gemäldegalerie in Berlijn, werd tijdens de Tweede Wereldoorlog vernietigd.

## Bewaarde werken
De verloren gegane Kruisafneming vormde ooit samen met het paneel Het martelaarschap van de heilige Lucia, dat in het Rijksmuseum Amsterdam wordt bewaard, één zijvleugel van een altaarstuk. De beide voorstellingen werden in de 19e eeuw van elkaar gescheiden.

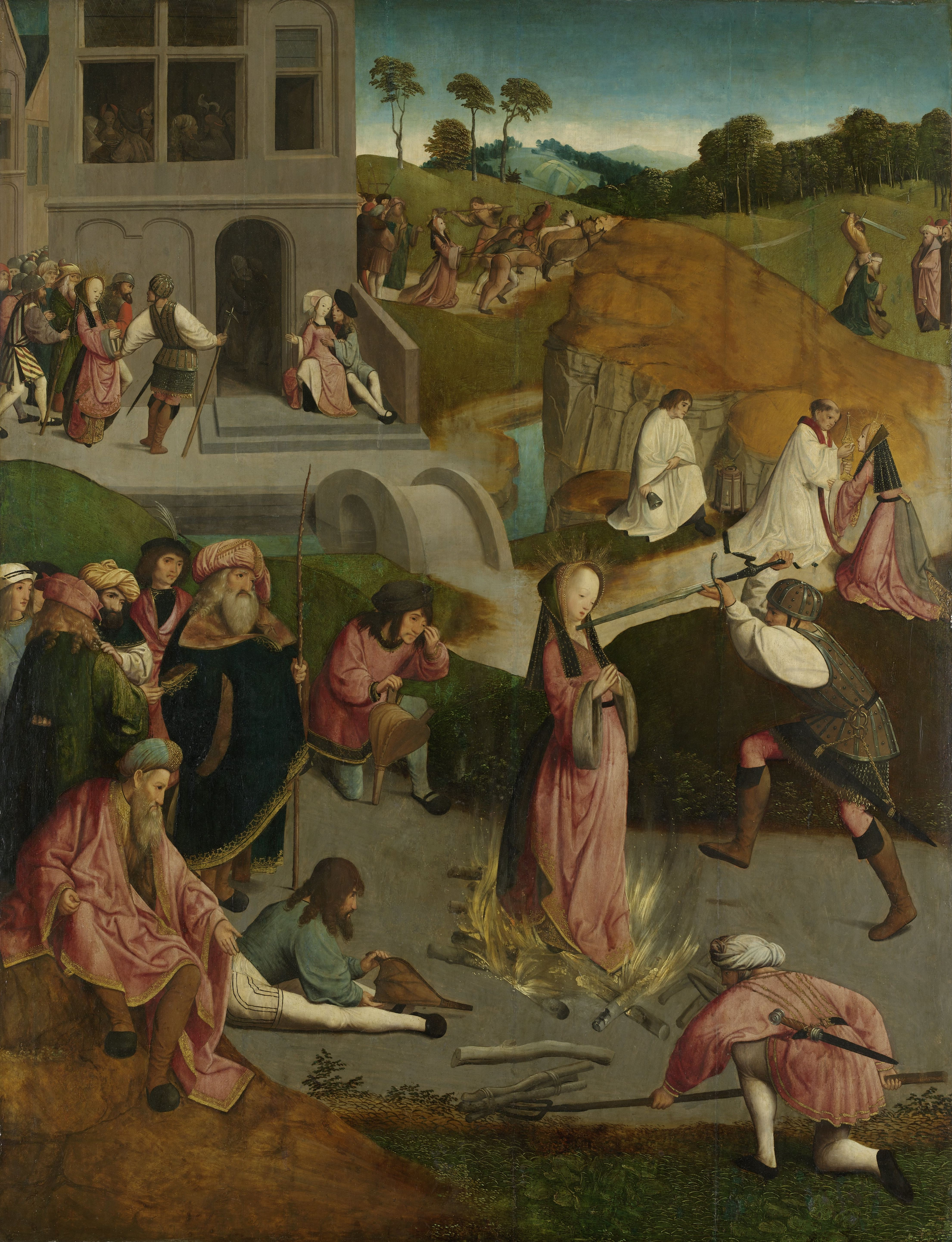
Meester van de Kruisafneming van Figdor, Het martelaarschap van de heilige Lucia, olieverf op paneel, 132,5 x 101,5 cm, ca. 1500, Rijksmuseum Amsterdam
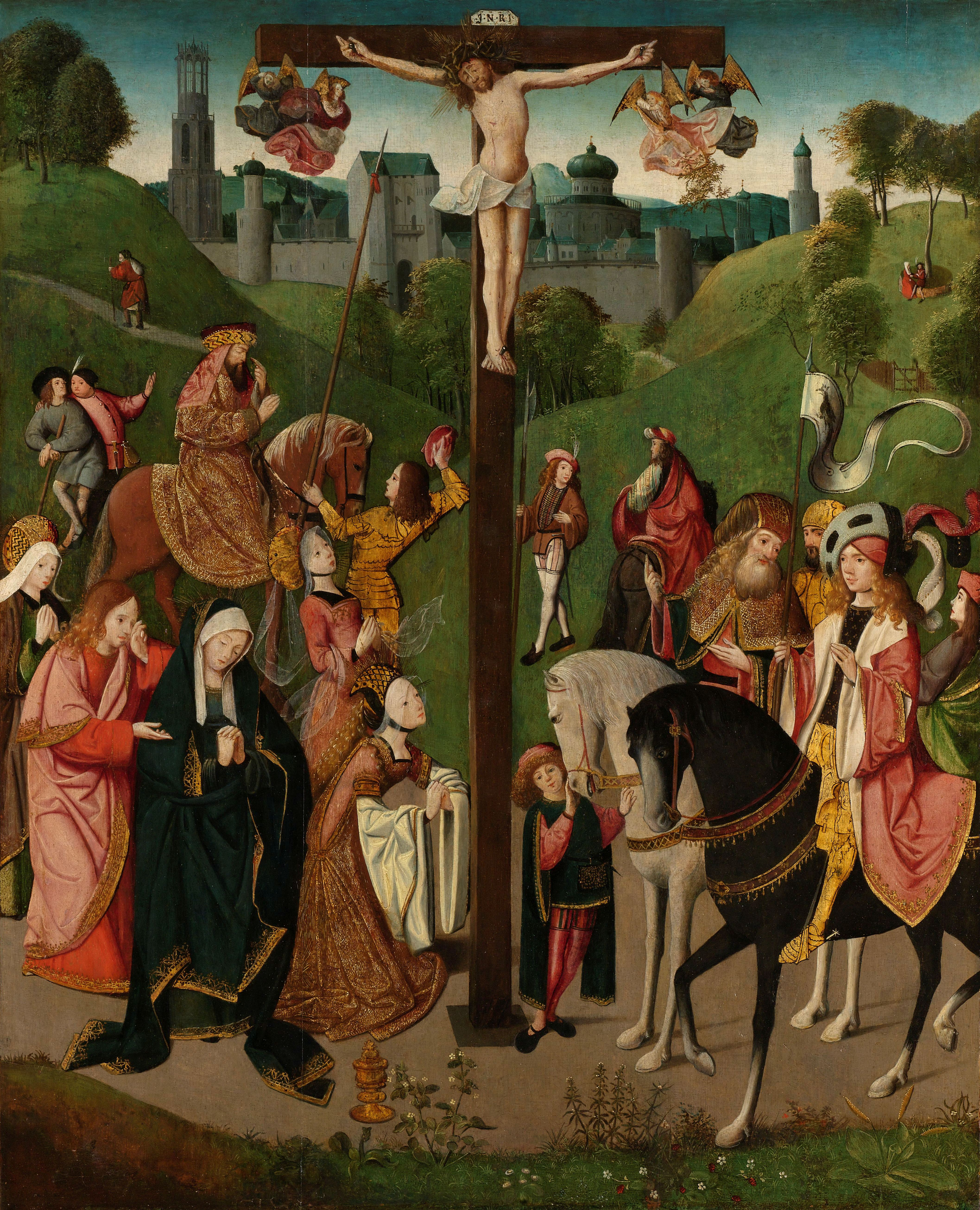
Meester van de Kruisafneming van Figdor (navolger), De kruisiging, 104,5 x 85,5 cm, Rijksmuseum Amsterdam